# Carlo Agostoni
Carlo Agostoni Faini (Milano, 23 marzo 1909 – Città del Messico, 25 luglio 1972) è stato uno schermidore italiano, specializzato nella spada. Ha vinto una medaglia d'oro (nella spada a squadre con Giulio Basletta, Marcello Bertinetti, Giancarlo Cornaggia-Medici, Renzo Minoli e Franco Riccardi ai Giochi di Amsterdam 1928), due d'argento (sempre nella spada a squadre insieme a Franco Riccardi, Renzo Minoli, Saverio Ragno, Giancarlo Cornaggia-Medici ai Giochi di Los Angeles nel 1932, e insieme a Luigi Cantone, Fiorenzo Marini, Marco Antonio Mandruzzato, Dario Mangiarotti e Edoardo Mangiarotti a Londra nel 1948) e una medaglia di bronzo nella spada individuale ai Giochi olimpici.

## Palmarès
In carriera ha ottenuto i seguenti risultati:
 Giochi olimpici 
Individuale
- Bronzo nella spada a Los Angeles 1932

A squadre
- Oro nella spada ad Amsterdam 1928
- Argento nella spada a Los Angeles 1932
- Argento nella spada a Londra 1948

 Mondiali 
Individuale
A squadre
- Oro nella spada a Vienna 1931
- Oro nella spada a Parigi 1937
- Argento nella spada a Liegi 1930
- Bronzo nella spada a Piešťany 1938

 Campionati italiani 
Individuale
- Oro nella spada nel 1930
- Oro nella spada nel 1931
- Oro nella spada nel 1941

A squadre